# Dark Matter (альбом Pearl Jam)
Dark Matter — дванадцятий студійний альбом американського рок-гурту Pearl Jam, випущений 19 квітня 2024 року на лейблах Monkeywrench Records та Republic Records. Продюсером альбому виступив Ендрю Ватт, а його виходу передували сингли «Dark Matter», «Running» та «Wreckage».
Записаний на студії Shangri-La в Малібу (Каліфорнія) та в домашній студії Ватта, альбом став першим, у створенні якого взяв участь гастрольний і сесійний учасник гурту Джош Клінггоффер, який приєднався до колективу під час їхнього туру Gigaton 2022—2023 років. Цей альбом відзначив повернення гурту до спільної роботи як п'яти учасників у швидкому темпі студійного запису, на відміну від їхнього попереднього студійного альбому Gigaton (2020), який записували протягом кількох років та індивідуальних сесій.

## Про альбом
Альбом Dark Matter було записано під керівництвом продюсера Ендрю Ватта, який 2022 року вже співпрацював із фронтменом Pearl Jam Едді Веддером, створивши разом з ним платівку Earthling. Запис Dark Matter відбувся в Малібу, в студії відомого продюсера Ріка Рубіна Shangri-La, і тривав три тижні.
Вихід альбому було анонсовано в січні 2024 року. Гурт Pearl Jam повідомив про те, що дванадцята платівка вийде 19 квітня 2024 року на лейблі Monkeywrench / Republic, ставши першою студійною роботою з 2020 року, коли вийшов попередній альбом Gigaton. Одночасно з анонсом було видано перший сингл на однойменну пісню «Dark Matter», та повідомлено про концертне турне, яке триватиме з травня по листопад 2024 року, та складатиметься з концертів у 25 містах країн Північної Америки, Європи, Австралії та Нової Зеландії.
Другим синглом з альбому стала пісня «Running», що вийшла 22 березня 2024 року. Коротка та швидка композиція, заснована на рифі, що придумав бас-гітарист Джеф Амент, була записана в студії одною з останніх. Коментуючи вихід пісні, гітарист Pearl Jam Стоун Ґоссард зізнався, що в ній йому найбільше подобається бридж: «Я не знаю, що за акорди грає [гітарист] Майк [Маккріді], але це звучить оригінально».

## Список пісень
Автор слів Едді Веддер. 
| #   | Назва                | Тривалість |
| --- | -------------------- | ---------- |
| 1.  | «Scared of Fear»     |            |
| 2.  | «React, Respond»     |            |
| 3.  | «Wreckage»           |            |
| 4.  | «Dark Matter»        |            |
| 5.  | «Won’t Tell»         |            |
| 6.  | «Upper Hand»         |            |
| 7.  | «Waiting for Stevie» |            |
| 8.  | «Running»            |            |
| 9.  | «Something Special»  |            |
| 10. | «Got to Give»        |            |
| 11. | «Setting Sun»        |            |

## Чарти
| Чарт (2024)                                        | Найвища позиція |
| -------------------------------------------------- | --------------- |
| Australian Albums (ARIA)                           | 2               |
| Австрія Austrian Albums (Ö3 Austria)               | 2               |
| Бельгія Belgian Albums (Ultratop Flanders)         | 2               |
| Бельгія Belgian Albums (Ultratop Wallonia)         | 3               |
| Канада Canadian Albums (Billboard)                 | 9               |
| Croatian International Albums (HDU)                | 2               |
| Данія Danish Albums (Hitlisten)                    | 17              |
| Нідерланди Dutch Albums (MegaCharts)               | 2               |
| Фінляндія Finnish Albums (Suomen virallinen lista) | 13              |
| Франція French Albums (SNEP)                       | 13              |
| Німеччина German Albums (Offizielle Top 100)       | 2               |
| Greek Albums (IFPI)                                | 24              |
| Hungarian Physical Albums (MAHASZ)                 | 16              |
| Icelandic Albums (Plötutíðindi)                    | 7               |
| Ірландія Irish Albums (OCC)                        | 2               |
| Italian Albums (FIMI)                              | 3               |
| Японія Japanese Albums (Oricon)                    | 29              |
| Japanese Digital Albums (Oricon)                   | 25              |
| Japanese Hot Albums (Billboard Japan)              | 27              |
| New Zealand Albums (RMNZ)                          | 3               |
| Португалія Portuguese Albums (AFP)                 | 2               |
| Шотландія Scottish Albums (OCC)                    | 2               |
| Іспанія Spanish Albums (PROMUSICAE)                | 3               |
| Swedish Albums (Sverigetopplistan)                 | 21              |
| Швейцарія Swiss Albums (Schweizer Hitparade)       | 2               |
| Велика Британія UK Albums (OCC)                    | 2               |
| Велика Британія UK Rock & Metal Albums (OCC)       | 1               |
| США Billboard 200                                  | 5               |
| US Top Rock & Alternative Albums (Billboard)       | 1               |
| US Top Alternative Albums (Billboard)              | 1               |
| US Top Hard Rock Albums (Billboard)                | 1               |
| US Top Rock Albums (Billboard)                     | 1               |